# Алфёровка (Новосибирская область)
Алфёровка — деревня в Купинском районе Новосибирской области России. Входит в состав Метелевского сельсовета.

## География
Площадь деревни — 12 гектаров.

## Население
| 2002 | 2007 | 2010 |
| ---- | ---- | ---- |
| 199  | ↘154 | ↘109 |

## Инфраструктура
В деревне по данным на 2007 год функционируют 1 учреждение здравоохранения и 1 учреждение образования.